# Jacinto Antonio de Mesa
Jacinto Antonio de Mesa fou un compositor espanyol del segle XVII del qual s'ignora el lloc i la data tant del naixement com de la mort.
Aconseguí per oposició el magisteri de capella de la catedral de Còrdova el 1656, i el desenvolupà fins al 1683. Deixà diverses obres en aquesta catedral, entre les quals hi ha un Lumen ad revelationem per a la festa de la Purificació de la Verge Maria, a vuit veus en dos cors amb baixons.